# Усадьба Кардовских
Усадьба Кардовских — дом художника Д. Н. Кардовского, в котором он жил в периоды 1918—1919 и 1941—1943 годы. Расположена в городе Переславль-Залесский. Ансамбль усадьбы является памятником архитектуры, объектом культурного наследия России.

## История
Дмитрий Николаевич родился в усадьбе Осурово, вблизи Переславля-Залесского, его детство и юношеские годы связаны с этим городом.
Усадьбу с садом и домом постройки 1885 года Кардовский получил в наследство от родственницы в 1915 году.
Усадьба расположена в возвышенной части города при въезде в него со стороны Москвы, неподалёку от Горицкого монастыря.
В соседнем доме обитал их хороший приятель — преподаватель местной женской гимназии и Переславского духовного училища коллежский асессор Иван Алексеевич Жданов, племянник которого — А. А. Жданов гостил тут в 1915 году.
В 1918 году Кардовские переехали сюда из революционного Петрограда и жили до 1922 года, после чего уехали в Москву. В этот период в течение 1918—1919 годов в усадьбе располагался только создаваемый Переславский музей, в создании которого принимал участие и Дмитрий Николаевич.
После начала войны Кардовские снова селятся в Переславле, здесь Д. Н. Кардовский умирает в 1943 году.
В 1954 году дочь художника Екатерина Кардовская передала усадьбу в дар республиканскому Союзу художников. Неподалеку от старинного дома позднее построили небольшую гостиницу и пищеблок для приезжающих в Переславль художников и скульпторов. Этот комплекс сегодня называется «Дом творчества им. Д. Н. Кардовского».